# Perejaume

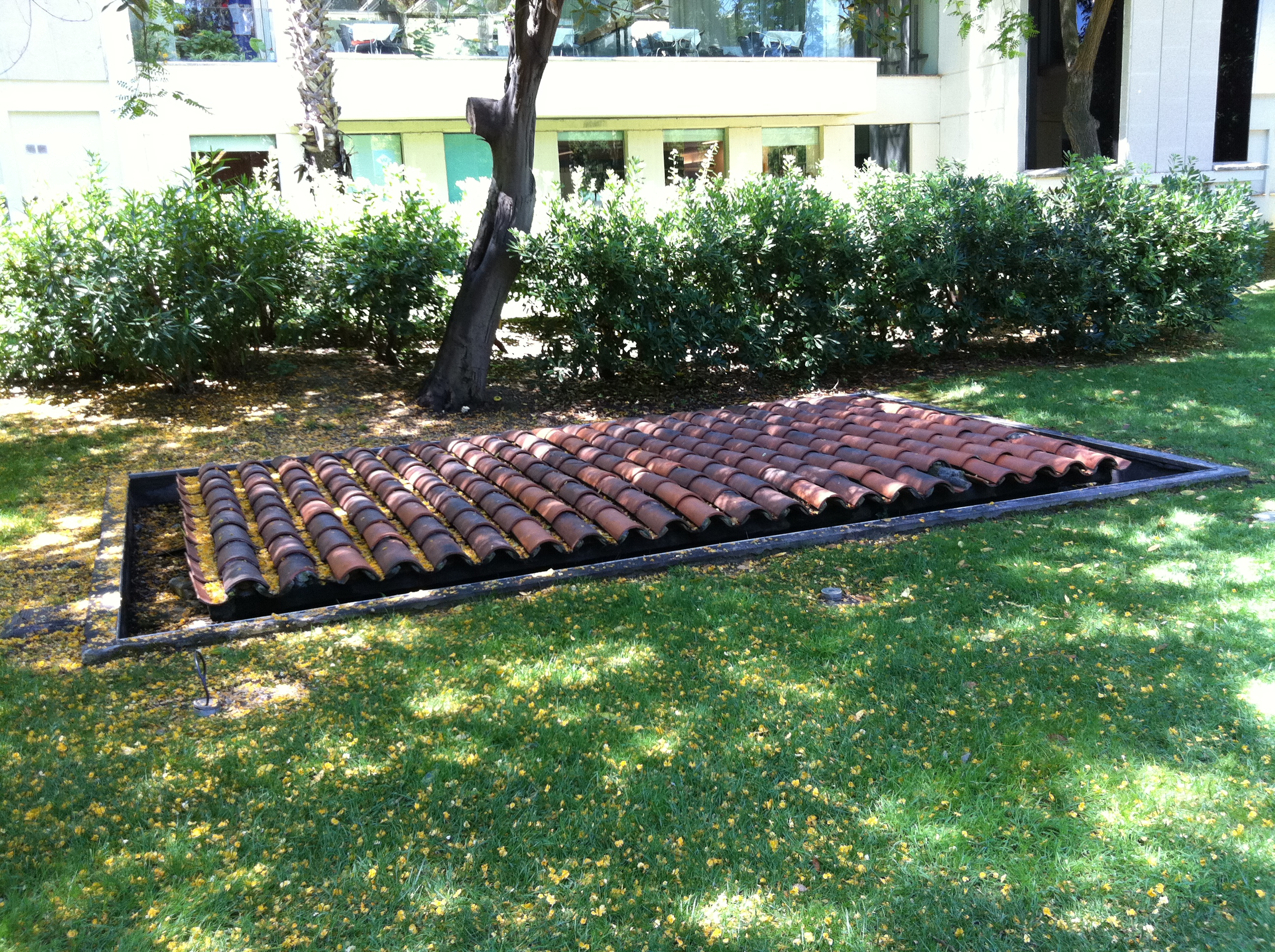
Pessebre Sert, 1988-1990 Obra de Perejaume en el jardín de esculturas anexo a la Fundación Joan Miró.

Pere Jaume Borrell i Guinart, conocido con el nombre de Perejaume (San Pol de Mar, Barcelona, Cataluña, 1957), es un artista español, que vive y trabaja en su ciudad natal. Utiliza diferentes lenguajes en sus procesos artísticos, como pintura o poesía.

## Biografía
Nació el 1957 en San Pol de Mar, población de la comarca de El Maresme, en la provincia de Barcelona. Aunque su formación se puede considerar autodidacta tiene importantes influencias de autores como Joan Brossa, con quien compartirá una obra a caballo entre la pintura y la poesía. En 2005 fue galardonado con el Premio Nacional de Artes Visuales concedido por la Generalidad de Cataluña por su obra Els cims pensamenters, dedicada a diferentes personajes catalanes, entre los que se encuentran Jacinto Verdaguer, Joan Maragall y Antoni Gaudí y el año 2006 fue galardonado con el Premio Nacional de Artes Plásticas concedido por el Ministerio de Cultura de España, con motivo de la solidez intelectual de su postura, su reformulación de la relación entre arte y territorio y su reflexión en torno a los problemas de la representación dentro y fuera de la pintura.

## Obra plástica
Su trabajo se realiza y produce en catalán, siendo una de sus principales características su experimentalismo y reflexión sobre los medios. En los años setenta inició sus primeras exposiciones, realizándolas en su población natal, en esta época destaca la influencia de las vanguardias históricas, haciendo del paisaje y la cultura catalana el eje central de su obra. Con claras raíces surrealistas su interés por la pintura ha trascendido su carácter meramente pictórico, aconteciendo su obra poética de igual o más importancia que el anterior. Desde los inicios de la década del 1980 lleva a cabo una amplia producción que incluye libros de poesía, ensayo, crítica y catálogos.
Su trabajo se centra en los conceptos e ideas del paisaje y la multiplicidad de las asociaciones con otros conceptos.

### Exposiciones
- 1984: "Postaler"
- 1988: "A 2.000 metres de pintura sobre el nivell del mar"
- 1989: "Fragments de monarquia"
- 1990: "Galería Joan Prats, Coll de pal. Cim del Costabona"
- 1997: "Girona, Pineda, Sant Pol i la Vall d'Oo"
- 1999: "Deixar de fer una exposició"
- 2000: "Bocamont, Ceret, Figueres, el Prat, Tarragona i Vall"
- 2003: "Retrotabula"
- 2005: "Terra d'agrarietat"
- 2009: "Màquina d'alé" en la Galeria Joan Prats e "Imágenes proyectadas" en el CAB de Burgos
- 2011: "Perejaume", retrospectiva en La Pedrera.

Su obra se puede contemplar en bastantes colecciones públicas y privadas:
- ARTIUM, Centro-Museo Vasco de Arte Contemporáneo, Vitoria
- Centre d’Art Santa Mònica, Barcelona
- Cincinnati Art Museum
- Colección del Ayuntamiento de Gerona
- Colección de la Fundación “La Caixa”, Barcelona
- Colección “Sa Nostra”, Caixa de les Balears, Palma de Mallorca.
- Colección del Ayuntamiento de Almería
- Colección del Ayuntamiento de Pamplona
- Colección del Banco de España, Madrid
- Colección de la Caja de Ahorros del Mediterráneo
- Colección del Deutsche Bank
- Colección de Arte Contemporáneo de Caja Madrid, Madrid
- Colección de la Diputación de Granada, Granada
- Colección del Banco Central Europeo, Fránkfort
- Colección Enrique Ordóñez, Santander
- Colección de The Chase Manhattan Bank, Nueva York
- Colección de la Caja de Ahorros de Burgos, Burgos
- Frac Languedoc-Rousillon, Montpellier
- Fundación Puigvert, Barcelona
- Fundación Sorigué, Lérida
- Fundación Vila Casas, Barcelona / Torroella de Montgrí
- Fundación Coca-Cola, Madrid
- Fundación Telefónica, Madrid
- Galería NoguerasBlanchard, Madrid / Barcelona
- Instituto Óscar Domínguez, Santa Cruz de Tenerife
- Meyers Bloom, Santa Mónica, California
- Musac, Museo de Arte Contemporáneo de Castilla y León, León
- Museé d’Art Modern, Ceret
- Museo de Arte Contemporáneo Patio Herreriano, Valladolid
- Museo de Santander, Santander
- Museo Nacional Centro de Arte Reina Sofía, Madrid
- Museu d’Art Contemporani de Barcelona, MACBA
- Museum of Contemporary Art, Sídney, Australia.

### Libros publicados
- Perejaume (1989). Ludwig-Jujol. Barcelona: Edicions de La Magrana. ISBN 978-84-7410-417-2.
- Perejaume (1994). La pintura i la boca. Barcelona: Edicions de La Magrana. ISBN 978-84-7410-636-7.
- Perejaume (1995). El paisatge és rodó. Vic (Cataluña): Eumo Editorial. ISBN 978-84-7602-643-4.
- Perejaume (1998). Oïsme : una escriptura natural a partir del croquis pirinencs de Jacint Verdaguer. Barcelona: Edicions Proa, S.A. ISBN 978-84-8256-612-2.
- Perejaume (1997). Perejaume, tres dibujos. A Coruña: Junta de Galicia. ISBN 978-84-453-1413-5.
- Perejaume (2000). Bocamont, Ceret, Figueres, El Prat, Tarragona i Valls. Ajuntament de Tarragona. ISBN 978-84-920489-8-4.
- Perejaume (2002). L'obra de Granollers. Granollers: Museu de Granollers. ISBN 978-84-87790-48-5.
- Perejaume (2003). Obreda. Barcelona: Editorial Empuries. ISBN 978-84-7596-534-5.
- Perejaume (2003). Retrotabula. Diputación Provincial de Granada. ISBN 978-84-7807-366-5.
- Perejaume (2004). Perejaume 1977-1981 : can riera de fuirosos, ca l'oller de la cortada. Barcelona. ISBN 978-84-607-9878-1.
- Perejaume (2005). Esconderse. Logroño: Consejería de Cultura, Deportes y Juventud de La Rioja. ISBN 978-84-609-6850-4.
- Perejaume (2007). L'obra i la por. Barcelona: Galaxia Gutenberg. ISBN 978-84-8109-687-3.